# Силва, Жорже
Жорже Сантос Силва (порт. Jorge Santos Silva; 23 апреля 1987, Ресифи, Бразилия) — бразильский футболист, нападающий клуба «Каукая».

## Карьера
Жорже родился в Ресифи, и является выпускником молодёжной академии «Гремио». Однако, так и не сыграв за первую команду, покинул клуб. В 2008 году покинул родину и отправился в Южную Корею, в клуб «Тэгу». Сыграв за команду лишь две игры, вернулся на родину в команду «Риу-Клару», затем перешёл в «Метрополитано». Следующим клубом нападающего стал «Шападан». В 2010 году игрок вновь решил попробовать силы за границей, новым клубом стал мальтийский «Витториоза Старс».